# Collingwood Warriors SC
Collingwood Warriors SC – australijski klub piłkarski z siedzibą w dzielnicy Abbotsford w Melbourne (Wiktoria), założony w 1996 roku. W sezonie 1996/1997 uczestniczył w rozgrywkach National Soccer League (NSL), po zakończeniu sezonu klub został rozwiązany. Zdobywca pucharu NSL Cup w 1996 roku.

## Historia
Klub Collingwood Warriors SC powstał w 1996 roku. Utworzony został w wyniku partnerstwa dwóch klubów sporotwych; klubu piłkarskiego Heidelberg United oraz klubu futbolu australijskiego Collingwood Football Club. W sezonie 1996/1997 przystąpił do rozgrywek National Soccer League.
Przed startem sezonu NSL, klub uczestniczył w rozgrywkach pucharowych NSL Cup (1996). W NSL Cup klub Collingwood Warriors doszedł do finału rozgrywek, w którym zmierzył się przeciwko zespołowi Marconi Stallions. Finał zakończył się zwycięstwem Collingwood Warriors w stosunku 1:0.
Collingwood Warriors zainaugurował rozgrywki w NSL w dniu 13 października 1996 roku w domowym spotkaniu przeciwko Melbourne Knights. Spotkanie zakończyło się zwycięstwem Collingwood Warriors w stosunku 3:0. Collingwood Warriors uczestniczył tylko w jednym sezonie NSL, zajmując w nim 13. miejsce. Ostatni swój mecz rozegrał na wyjeździe w dniu 20 kwietnia 1997 roku przeciwko drużynie Wollongong Wolves. Spotkanie zakończyło się remisem w stosunku 4:4.
Klub Collingwood Warriors SC został rozwiązany w 1997 roku po zakończeniu rozgrywek ligowych.

## Sukcesy
- Zwycięzca pucharu NSL Cup (1): 1996.